# Katarina Kotromanić
Katarina Kotromanić (tudi Katarina Celjska-Kotromanićka) je bila bosanska plemkinja, ki je s poroko leta 1361 s Hermanom I. Celjskim postala celjska grofica; po rodu pa je bila iz bosanske vladarske družine Kotromanićev.

## Družinsko poreklo
Zagotovo je, da je bila Katarina po  očetu potomka bosanske vladarske družine Kotromanićev, vendar v zgodovinskih virih ni jasno izpričano, kdo so bili njeni starši. Nekateri zgodovinarji domnevajo, da je bila Katarina hči Vladislava Kotromanića in njegove žene Jelene Šubić Bribirske.  , drugi pa menijo, da je bila druga hči Štefana II. Kotromanića, bosanskega bana, in njegove tretje žene Elizabete Kujavske. Če je bila Katarina hči Štefana, je bila potemtakem sestra ogrske kraljice Elizabete, če pa je bila hči Vladislava, je bila sestra bosanskega kralja Tvrtka I. Kotromanića.

## Zakonska zveza
V virih se prvič omenja šele leta 1377, čeprav se je že  1361 poročila s Hermanom I. Celjskim. V zakonu trajajočem triindvajset let mu je rodila dva sinova:
1. Hansa Celjskega, ki je umrl leta 1372, star komaj devet let
2. Hermana II., katerega hči Barbara Celjska je bila okronana za kraljico Ogrske, Češke in Nemčije.

Katarinina zveza s Celjskimi je tem dala tudi možnost zahtevati nasledstvo na bosanskem tronu, ker je bil edini zakonit naslednik Kotromanićev po moški liniji, bosanski ban in kralj Štefan Tvrtko II. Kotromanić brez otrok. Tako so lahko po ženski liniji nasledstvo zahtevali le Celjski in Kujavski knezi. Ko se je leta 1426 Štefan Tvrtko II. obrnil s prošnjo za pomoč na ogrskega kralja Sigismunda Luksemburškega, mu je ta vojaško pomoč obljubil pod pogojem, da prizna 62. letnega Hermana II. za naslednika, v kolikor bi ne imel moških potomcev. Štefan Tvrtko II. je to nasledstvo formalno priznal leta 1427 ob siceršnjem zavračanju s strani bosanskega plemstva.  Moških potomcev sicer ni imel, je pa oba preživel. Po smrti Tvrtka II. leta 1443 Ulrik II. Celjski nasledstva ni mogel uveljaviti, ker se je Ogrska ukvarjala s svojimi težavami.